# Bitva u Kůzové
Bitva u Kůzové byla menším válečným střetem či sérií střetů mezi spojenými oddíly východočeského husitského svazu pod velením slepého hejtmana Jana Žižky z Trocnova a vojskem plzeňského landfrýdu během husitských válek, přesněji v mezidobí vyslání druhé a třetí křížové protihusitské výpravy. Odehrála se okolo 17. května 1424 nedaleko vsi Kůzová poblíž Kralovic v severozápadních Čechách a spočívala v dílčím střetu či střetech během Žižkova ústupu po neúspěšném obléhání Plzně v místech, kde husitské vojsko vybudovalo obranné valy. Nedošlo zde nicméně k řádné polní bitvě a husitskému vojsku bylo následně umožněno ustoupit směrem do jimi kontrolovaného Žatce.

## Pozadí
V červenci roku 1423 táborský hejtman Jan Žižka ovládl Hradec Králové, který byl součástí městského svazu pražanů. Pro tuto akci využil nepřítomnosti pražského vojska, jež se toho času nacházelo na Moravě. Po jeho urychleném návratu z markrabství se vojáci obou husitských frakcí utkali v bitvě u Strachova dvora ( 4. srpna), v níž dosáhly triumfu Žižkovy oddíly. Slepý hejtman posléze začal formovat nový vojenský svaz, který se opíral o čtyři města (mimo Hradce Králové také Jaroměř, Dvůr Králové a Čáslav) a nevelké stálé polní vojsko. V polovině října téhož roku zástupci české metropole svolali do Prahy příslušníky umírněné kališnické a katolické šlechty k tzv. svatohavelskému sněmu. Přestože usnesení přijaté na tomto rokování nikoho nejmenuje, je patrné, že bylo namířeno zejména proti Žižkovi.
Ten se mezitím dál věnoval boji s vnitřním nepřítelem a počátkem roku 1424 porazil vojsko vedené Půtou z Častolovic a Janem Městeckým z Opočna v bitvě u Skalice, vsi poblíž Jaroměře. Po 5. březnu odtáhl na Jičínsko a Bydžovsko a počátkem května zorganizoval velkou výpravu na Plzeňsko.  

## Průběh střetu
Události ve svých záznamech popisuje cisterciák plaského kláštera Johann Georg Vogt (1669–1730), v jiných kronikách přímo zmíněna není a některé informace, které podává, mohou být zkreslené.    
Nejprve se Žižkovo vojsko o údajné síle 500 jezdců, 7000 pěšáků a 300 vozů vydalo k Plzni, důležité české katolické pevnosti, kterou krátce a neúspěšně obléhalo. Proti němu se začalo svolávat vojsko plzeňského landfrýdu, spolku šlechtické katolické domoobrany střežící rozsáhlý prostor panství zahrnující oblast západních, jihozápadních a severozápadních Čech, za účasti např. Hanuše z Kolovrat, Hanovce ze Švamberka, Hynka Krušiny ze Švamberka, Viléma Švihovského z Rýzmburka, Buriana Calty, Kalhota z Rabštejna a ozbrojenců z posádky města Plzně. Po zprávách o sbírání sil landfrýdu, jehož počet mohl dosahovat k počtu 10 000 mužů, se Žižka rozhodl ustoupit s vojskem na severovýchod směrem k základně radikálních husitů Žatci. Vojsko plzeňského landfrýdu se k orebitskému svazu přiblížilo v polovině měsíce ze severu poblíž obcí Kůzová a Zdeslav. Žižka se však chtěl vyhnout otevřené bitvě, proto husité vybudovali v místech svých pozic náspy ze zeminy a kamení, patrně ještě doplněné vozovou hradbou, znemožňující efektivní útok těžké panské jízdy. V nevýhodné pozici nechtělo ani jedno vojsko vést přímý útok, došlo tak pouze k dílčím střetům okolo 17. května. Žižkovu vojsku se krátce nato podařilo spořádaně ustoupit do Žatce.
Následkem bojů v kraji byly vypáleny vsi Kůzová, Smrk, Lhota, Zdeslav, Drahouš, dvůr Plaveč a tvrze Smrk a Hluboká. Obec Kůzová zůstala opuštěná po několik staletí a byla obnovena až po třicetileté válce ve druhé polovině 17. století.
Přesné zprávy o počtech padlých nejsou dochovány, lze však předpokládat, že na obou stranách došlo během střetů k dílčím ztrátám.

## Důsledky
O další přímé Žižkově aktivitě soudobé prameny mlčí. Zmiňují jej až ke konci května, v době, kdy proti němu vytáhla část členů svatohavelské koalice, jejichž síly se jeho svazu podařilo porazit v bitvě u Malešova poblíž Kutné Hory. S vojskem pak v září přitáhl Žižka ku Praze, kde bylo dosaženo smíru mezi husitskými frakcemi. Bezprostředně poté se, v doprovodu svého nejbližšího druha Jana Hvězdy z Vícemilic, vydal se svým vojskem na tažení na Moravu. 11. října 1424 pak během obléhání Přibyslavi zemřel. Žižkovo vojsko se pak jako výraz věrnosti jeho odkazu přejmenovalo na sirotky.
Husitské obranné valy zůstaly zachovány v krajině a lze je nalézt v terénu pole a lesa jižně podél polní cesty od Kůzové k osadě Strachovice.